# Jamaica op de Olympische Zomerspelen 2004
Jamaica nam deel aan de Olympische Zomerspelen 2004 in Athene, Griekenland. Er werd onder meer twee keer goud gewonnen. Dit aantal was een evenaring van het record uit 1952, Helsinki.

## Medailleoverzicht
| Sport    | Olympiër                                                      | Discipline      | Medaille |
| -------- | ------------------------------------------------------------- | --------------- | -------- |
| Atletiek | Veronica Campbell                                             | 200m (v)        | Goud     |
| Atletiek | Veronica Campbell Aleen Bailey Tayna Lawrence Sherone Simpson | 4x100m (v)      | Goud     |
| Atletiek | Danny McFarlane                                               | 400m horden (v) | Zilver   |
| Atletiek | Veronica Campbell                                             | 100m (v)        | Brons    |
| Atletiek | Michelle Burgher Nadia Davy Sandie Richards Novlene Williams  | 4x400m (v)      | Brons    |

## Deelnemers en resultaten

### Atletiek
| Olympiër                                                           | Onderdeel              | Resultaat | Prestatie                                                                                                  |
| ------------------------------------------------------------------ | ---------------------- | --------- | --- |
| Michael Frater                                                     | 100m (m)               | 14e       | serie 10: 2de in 10,20 kwartfinale 4: 3de in 10,11 halve finale 1: 6de in 10,29                            |
| Asafa Powell                                                       | 100m (m)               | 5e        | serie 7: 1ste in 10,06 kwartfinale 5: 2de in 9,99 halve finale 2: 1ste in 9,95 finale: 5de in 9,94         |
| Dwight Thomas                                                      | 100m (m)               | 11e       | serie 8: 2de in 10,21 kwartfinale 1: 3de in 10,12 halve finale 2: 7de in 10,28                             |
| Usain Bolt                                                         | 200m (m)               | 40e       | serie 4: 5de in 21,05                                                                                      |
| Asafa Powell                                                       | 200m (m)               | DNF       | serie 5: 4de in 20,77 kwartfinale 3: 2de in 20,23 halve finale 2: 4de in 20,56 finale: niet gestart        |
| Christopher Williams                                               | 200m (m)               | 13e       | serie 2: 2de in 20,57 kwartfinale 1: 4de in 20,34 halve finale 1: 6de in 20,80                             |
| Michael Blackwood                                                  | 400m (m)               | 8e        | serie 7: 1ste in 45,23 halve finale 1: 2de in 45,00 finale: 5de in 44,76                                   |
| Davian Clarke                                                      | 400m (m)               | 6e        | serie 1: 2de in 45,54 halve finale 2: 2de in 45,27 finale: 6de in 44,83                                    |
| Brandon Simpson                                                    | 400m (m)               | 5e        | serie 4: 2de in 45,61 halve finale 3: 1ste in 44,97 finale: 8ste in 45,55                                  |
| Richard Phillips                                                   | 110m horden (m)        | 13e       | serie 6: 2de in 13,39 kwartfinale 2: 3de in 13,44 halve finale 2: 6de in 13,47                             |
| Chris Pinnock                                                      | 110m horden (m)        | 15e       | serie 2: 3de in 13,42 kwartfinale 3: 4de in 13,47 halve finale 1: 8ste in 13,57                            |
| Maurice Wignall                                                    | 110m horden (m)        | 11e       | serie 6: 1ste in 13,30 kwartfinale 4: 3de in 13,39 halve finale 1: 1ste in 13,19 (NR) finale: 4de in 13,21 |
| Dean Griffiths                                                     | 400m horden (m)        | 21e       | serie 4: 5de in 49,41 halve finale 1: 8ste in 49,51                                                        |
| Danny McFarlane                                                    | 400m horden (m)        | Zilver    | serie 2: 1ste in 48,53 halve finale 2: 1ste in 48,00 finale: 2de in 48,11                                  |
| Kemel Thompson                                                     | 400m horden (m)        | 9e        | serie 6: 1ste in 48,66 halve finale 3: 4de in 48,25                                                        |
| Michael Frater Patrick Jarrett Winston Smith Dwight Thomas         | 4x100m (m)             | 11e       | serie 2: 4de in 38,71                                                                                      |
| Michael Blackwood Michael Campbell Davian Clarke Jermaine Gonzales | 4x400m (m)             | DSQ       | serie 1: gediskwalificeerd                                                                                 |
| James Beckford                                                     | verspringen (m)        | 4e        | kwalificatie groep B: 3de met 8,20m finale: 4de met 8,31m                                                  |
| Claston Bernard                                                    | tienkamp (m)           | 9e        | 8225 punten (NR)                                                                                           |
| Maurice Smith                                                      | tienkamp (m)           | 14e       | 8023 punten                                                                                                |
|                                                                    |                        |           | |
| Aleen Bailey                                                       | 100m (v)               | 5e        | serie 1: 1ste in 11,20 kwartfinale 3: 2de in 11,12 halve finale 2: 3de in 11,13 finale: 5de in 11,05       |
| Veronica Campbell                                                  | 100m (v)               | Brons     | serie 6: 1ste in 11,17 kwartfinale 1: 2de in 11,18 halve finale 1: 2de in 10,93 finale: 3de in 10,97       |
| Sherone Simpson                                                    | 100m (v)               | 6e        | serie 4: 2de in 11,27 kwartfinale 3: 1ste in 11,09 halve finale 2: 2de in 11,03 finale: 6de in 11,07       |
| Aleen Bailey                                                       | 200m (v)               | 4e        | serie 6: 1ste in 22,73 kwartfinale 2: 2de in 22,97 halve finale 2: 2de in 22,33 finale: 4de in 22,42       |
| Veronica Campbell                                                  | 200m (v)               | Goud      | serie 1: 1ste in 22,59 kwartfinale 1: 1ste in 22,49 halve finale 2: 1ste in 22,13 finale: 1ste in 22,05    |
| Beverly McDonald                                                   | 200m (v)               | 6e        | serie 3: 2de in 22,90 kwartfinale 4: 3de in 22,99 halve finale 1: 6de in 23,02                             |
| Allison Beckford                                                   | 400m (v)               | 31e       | serie 5: 5de in 52,85                                                                                      |
| Nadia Davy                                                         | 400m (v)               | 25e       | serie 1: 4de in 52,04                                                                                      |
| Novlene Williams                                                   | 400m (v)               | 9e        | serie 4: 3de in 50,59 halve finale 3: 3de in 50,85                                                         |
| Michelle Ballentine                                                | 800m (v)               | 20e       | serie 3: 3de in 2.01,52 halve finale 1: 8ste in 2.00,94                                                    |
| Delloreen Ennis-London                                             | 100m horden (v)        | 9e        | serie 1: 2de in 12,77 halve finale 1: 5de in 12,60 finale: 5de in 11,05                                    |
| Brigitte Foster                                                    | 100m horden (v)        | DNF       | serie 2: 1ste in 12,83 halve finale 2: niet gestart                                                        |
| Lacena Golding-Clarke                                              | 100m horden (v)        | 5e        | serie 3: 3de in 12,86 halve finale 2: 3de in 12,69 finale: 5de in 12,73                                    |
| Patricia Allen                                                     | 400m horden (v)        | 25e       | serie 1: 6de in 56,40                                                                                      |
| Debbie-Ann Parris-Thymes                                           | 400m horden (v)        | 11e       | serie 4: 4de in 55,21 halve finale 2: 7de in 54,99                                                         |
| Shevon Stoddart                                                    | 400m horden (v)        | 28e       | serie 3: 5de in 56,61                                                                                      |
| Veronica Campbell Aleen Bailey Tayna Lawrence Sherone Simpson      | 4x100m (v)             | Goud      | serie 2: 2de in 42,20 finale: 1ste in 41,73 (NR)                                                           |
| Michelle Burgher Nadia Davy Sandie Richards Novlene Williams       | 4x400m (v)             | Brons     | serie 1: 2de in 3.24,92 finale: 3de in 3.22,00                                                             |
| Trecia Smith                                                       | hink-stap-springen (v) | 4e        | kwalificatie groep B: 3de met 14,65m finale: 4de met 15,02m                                                |
| Kimberly Barrett                                                   | kogelstoten (v)        | 27e       | kwalificatie groep A: 14de met 16,45m                                                                      |

### Badminton
| Olympiër         | Onderdeel     | Resultaat | Prestatie                                      |
| ---------------- | ------------- | --------- | ---------------------------------------------- |
| Nigella Saunders | enkelspel (v) | 14e       | 1ste ronde: V van NED Audina: 0-2 (4-11, 1-11) |

### Schietsport
| Olympiër       | Onderdeel           | Resultaat | Prestatie                                        |
| -------------- | ------------------- | --------- | ------------------------------------------------ |
| Dawn Kobayashi | 10m luchtgeweer (v) | 41e       | kwalificatie: 41ste met 383 punten (98-93-97-95) |

### Zwemmen
| Olympiër         | Onderdeel           | Resultaat | Prestatie               |
| ---------------- | ------------------- | --------- | ----------------------- |
| Jevon Atkinson   | 50m vrije slag (m)  | 51e       | serie 4: 2de in 53,61   |
|                  |                     |           |                         |
| Alia Atkinson    | 50m vrije slag (v)  | 44e       | serie 5: 6de in 27,21   |
| Angela Chuck     | 100m vrije slag (v) | 39e       | serie 3: 7de in 58,33   |
| Janelle Atkinson | 200m vrije slag (v) | 30e       | serie 3: 6de in 2.04,06 |
| Janelle Atkinson | 400m vrije slag (v) | 28e       | serie 2: 5de in 4.20,0  |
| Alia Atkinson    | 100m schoolslag (v) | 32e       | serie 2: 3de in 1.12,53 |

Afghanistan · Albanië · Algerije · Amerikaanse Maagdeneilanden · Amerikaans-Samoa · Andorra · Angola · Antigua en Barbuda · Argentinië · Armenië · Aruba · Australië · Azerbeidzjan · Bahama's · Bahrein · Bangladesh · Barbados · België · Belize · Benin · Bermuda · Bhutan · Bolivia · Bosnië en Herzegovina · Botswana · Brazilië · Britse Maagdeneilanden · Brunei · Bulgarije · Burkina Faso · Burundi · Cambodja · Canada · Centraal-Afrikaanse Republiek · Chili · China · Chinees Taipei · Colombia · Comoren · Congo-Brazzaville · Congo-Kinshasa · Cookeilanden · Costa Rica · Cuba · Cyprus · Denemarken · Djibouti · Dominica · Dominicaanse Republiek · Duitsland · Ecuador · Egypte · El Salvador · Equatoriaal-Guinea · Eritrea · Estland · Ethiopië · Fiji · Filipijnen · Finland · Frankrijk · Gabon · Gambia · Georgië · Ghana · Grenada · Griekenland · Groot-Brittannië · Guam · Guatemala · Guinee · Guinee‑Bissau · Guyana · Haïti · Honduras · Hongarije · Hongkong · Ierland · IJsland · India · Indonesië · Irak · Iran · Israël · Italië · Ivoorkust · Jamaica · Japan · Jemen · Jordanië · Kaaimaneilanden · Kaapverdië · Kameroen · Kazachstan · Kenia · Kirgizië · Kiribati · Koeweit · Kroatië · Laos · Lesotho · Letland · Libanon · Liberia · Libië · Liechtenstein · Litouwen · Luxemburg · Macedonië · Madagaskar · Malawi · Malediven · Maleisië · Mali · Malta · Marokko · Mauritanië · Mauritius · Mexico · Micronesië · Moldavië · Monaco · Mongolië · Mozambique · Myanmar · Namibië · Nauru · Nederland · Nederlandse Antillen · Nepal · Nicaragua · Nieuw-Zeeland · Niger · Nigeria · Noord-Korea · Noorwegen · Oeganda · Oekraïne · Oezbekistan · Oman · Oostenrijk · Oost‑Timor · Pakistan · Palau · Palestina · Panama · Papoea-Nieuw-Guinea · Paraguay · Peru · Polen · Portugal · Puerto Rico · Qatar · Roemenië · Rusland · Rwanda · Saint Kitts en Nevis · Saint Lucia · Saint Vincent en Grenadines · Salomonseilanden · Samoa · San Marino · Sao Tomé en Principe · Saoedi-Arabië · Senegal · Servië en Montenegro · Seychellen · Sierra Leone · Singapore · Slovenië · Slowakije · Soedan · Somalië · Spanje · Sri Lanka · Suriname · Swaziland · Syrië · Tadzjikistan · Tanzania · Thailand · Togo · Tonga · Trinidad en Tobago · Tsjaad · Tsjechië · Tunesië · Turkije · Turkmenistan · Uruguay · Vanuatu · Venezuela · Verenigde Arabische Emiraten · Verenigde Staten · Vietnam · Wit-Rusland · Zambia · Zimbabwe · Zuid-Afrika · Zuid-Korea · Zweden · Zwitserland